# Ганс-Петер Коппе
Ганс-Петер Коппе (нім. Hans-Peter Koppe, 2 лютого 1958) — східнонімецький академічний веслувальник.
Олімпійський чемпіон 1980 року в складі вісімки.
Срібний призер Чемпіонату світу 1982 року в складі вісімки.
Срібний призер ігор Дружба-84 у складі розпашної четвірки зі стерновим.